# Nykøbing Falster Omfartsvej
Nykøbing Falster Omfartsvej er en omfartsvej der gå øst om Nykøbing Falster, vejen er en del af Europavej E55 og går fra Skovalléen og til Gedser Landevej. Omfartsvejen er en 2-sporet landevej, og er i alt 5,8 km lang.
Vejen bliver lavet, da der er meget tæt trafik på en nuværende E55 igennem i Nykøbing Falster ved banegårdskrydset, da færgetrækket til og fra Gedser skal igennem her. 
Omfartsvejen starter i det nordlige Nykøbing Falster og føres under Sydbanen jernbane mellem København og Nykøbing Falster. Derefter går den i en bue øst om byen, hvor den passerer Grønsundvej i et tilslutningsanlæg med frakørsel til Nykøbing F Ø. Fra Grønsundvej føres vejen videre, til den rammer den nuværende Gedser Landevej syd for Nykøbing Falster.
Omfartsvejen åbnede for trafik den 15. november 2014.